# Мутный (посёлок)
Мутный — посёлок в Новокузнецком районе Кемеровской области. Входит в состав Терсинского сельского поселения.

## География
Центральная часть населённого пункта расположена на высоте 222 метров над уровнем моря.

## Население
По данным Всероссийской переписи населения 2010 года, в посёлке Мутный проживает 124 человека (64 мужчины, 60 женщин).